# イワケシ山
イワケシ山（イワケシやま）もしくはイワケシュ山（イワケシュやま）もしくは岩毛主山（いわけしゅやま）は、北海道の北見市にある標高425.3mの山である。山頂には三等三角点「南岩毛主」が設置されている。

## 概要
北見山地の東部に位置し、仁倉峠・佐呂間山を経て仁頃山へと連なる。仁倉峠以東ではイワケシ山が最高点であり、山体は広い。
アイヌによる信仰の対象である。伝説によれば、斜里アイヌと北見アイヌが常呂地域で衝突し、イワケシ山に砦を築いたが斜里アイヌは突破してしまう。しかし当時のイワケシ山は女人禁制であったにもかかわらず斜里アイヌの一団に女性がいたことから神の怒りの触れ、イワケシ山は火の海と化し、敵味方関係なく全員焼き殺されたという。他にも常呂川は戦いの兆候があると必ず水の勢いが増すとされ、白蛇がイワケシ山を登ると、雷雲を呼び暴風雨になったという伝説もあり、現在は常呂神社に龍神として祀られている。
山名はかつて「イワケシヌプリ」と呼ばれていたらしく、アイヌ語の「iwa-kes-nupuri（霊山・末端・山）」が語源であるとされる。しかし現在のイワケシ山自体は「iwa-kes」の山ではなく、元々イワケシ山自体が「iwa」とされ、「iwa-kes」が指したのは現在の北岩毛主山（241.5m）とされたが、いつしか「iwa」の山自体が「iwa-kes」へと変化しそのまま「イワケシ山」と名付けられたと考えられている。

## 登山
登山道は無いが無雪期でも登られることが多い。富丘林道もしくは毛主山林道から林道を逸れて山頂へ至るのが主なルートである。